# Acacia koa
Pour les articles homonymes, voir Koa.
Espèce
Classification phylogénétique
Statut de conservation UICN

 LC  : Préoccupation mineure
Acacia koa, le koa, est une espèce de plantes à fleurs de la famille des Mimosaceae, ou des Fabaceae selon la classification phylogénétique. C'est un grand arbre endémique des îles Hawaii. Les anciens Hawaïens construisaient des pirogues d'une seule pièce à partir d'un tronc creusé.
L'arbre présente la particularité (typique de la plupart des Acacia d'Australie et des îles de l'Océan Pacifique) de produire lorsqu'il est jeune des feuilles composées caractéristiques de la famille des Fabaceae. L'adulte en revanche porte ce qui ressemble à des feuilles parfaitement simples en forme de lames de faucilles. Ce sont des phyllodes qui sont en fait des pétioles transformés.

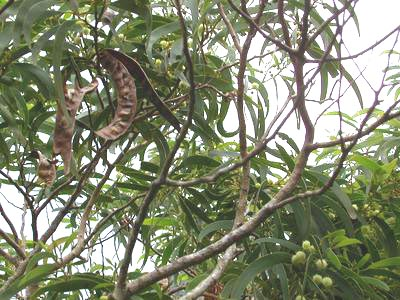
Houppier de koa : on peut distinguer l'écorce, les phyllodes en forme de lames, les fleurs (petites boules jaunâtres) et les fruits secs (gousses)

Les peuplements naturels de koa ont souffert du pâturage et de la surexploitation. Le bois, aux reflets rouges, possède aujourd'hui une grande valeur. Il est recherché pour la réalisation de pirogues , meubles, de parquets, de placages et pour des aménagements intérieurs. Il sert aussi en lutherie, traditionnellement utilisé pour la fabrication des ukulélés.
Le koa a évolué, tout comme le tamarin des hauts (Acacia heterophylla) de l'île de La Réunion, à partir d'un ancêtre originaire d'Australie, le blackwood (Acacia melanoxylon).